# Gianluca Capitano
Gianluca Capitano (ur. 4 sierpnia 1971 w Chieti) – włoski kolarz torowy, dwukrotny mistrz świata.

## Kariera
Pierwszy sukces w karierze Gianluca Capitano osiągnął w 1988 roku, kiedy zdobył srebrny medal w sprincie indywidualnym na mistrzostwach świata juniorów. Rok później w tej samej kategorii wiekowej był już najlepszy. W 1990 roku wystąpił na mistrzostwach świata w Maebashi w parze z Federico Parisem zdobywając złoty medal w wyścigu tandemów. W takim składzie Włosi zwyciężyli również podczas mistrzostw świata w Walencji w 1992 roku. Ponadto Capitano brał udział w igrzyskach olimpijskich w Atlancie w 1996 roku, gdzie odpadł w eliminacjach sprintu indywidualnego, a rywalizację w wyścigu na 1 km zakończył na piętnastej pozycji.